# Eberhard Cohrs
Eberhard Cohrs (* 4. Januar 1921 in Dresden; † 17. August 1999 in Diensdorf-Radlow) war ein deutscher Komiker und Schauspieler.

## Leben
Sein Vater war ein Hutfabrikant aus Uelzen, seine Mutter stammte aus dem Vogtland. Eberhard Cohrs wollte eigentlich Konditor werden. Seine ersten Bühnenauftritte hatte er in Dresden, Weißer Hirsch. Nach seiner am 11. November 1945 vor der Internationalen Artisten-Loge in der Dresdner „Skala“ bestandenen Komikerprüfung trat er in den Varietés seiner Heimatstadt auf. Dresden wurde ihm jedoch schnell zu „klein“; er musste sehen, wo er größeres Publikum zum Lachen bringen konnte. So gelangte er 1947 nach Leipzig und avancierte als „Der Kleene mit der großen Gusche“ schnell zum Publikumsliebling. Als junges Talent wirkte er 1948 auch in Programmen des von Hans Joachim Heinrichs gegründeten Berliner Kammerbrettl mit. Ulli Busch öffnete ihm den Rundfunk (Sender Dresden), Heinz Quermann vermittelte ihm Auftritte im DDR-Fernsehen („Da lacht der Bär“ 1959), Wolfgang E. Struck brachte ihn 1961 an den Friedrichstadtpalast in Berlin. Mit Roby Hanson, Horst Lehn, Horst Feuerstein und Bobby Bölke trat er bei Tourneen auf. Als Regisseur seiner Bühnenprogramme Hallo Eberhard! fungierte der Mentor der ostdeutschen Unterhaltungskunst Wolfgang Brandenstein. Eberhard Cohrs war Gast bei Radio und Fernsehen, produzierte Platten und spielte kleine Rollen im Film. 1976 spielte er am Volkstheater Rostock den Frosch in „Die Fledermaus“. Er verstand es, mit „ursächsischem Humor“ die Differenzen zwischen Berlin und Sachsen, Obrigkeit und Volk, „hoher Politik“ und Problemen des Alltages und des „kleinen Mannes“ in die Öffentlichkeit zu bringen.
Im Jahr 1977 nutzte Cohrs einen Auftritt im Bahnbetriebswerk Berlin-Grunewald in West-Berlin um als „Verbleiber“ aus der DDR zu flüchten. Seine Frau Dagmar konnte ihm im Wege der Familienzusammenführung folgen. In der Bundesrepublik Deutschland versuchte Rudi Carrell, ihm in seiner Sendereihe „Am laufenden Band“ den Medienstart zu ebnen, doch der erste Versuch endete in einem Fiasko: Das westdeutsche Publikum verstand seine sächsische Aussprache nicht. Fortan trat er unter anderem bei Harald Juhnke in „Ein verrücktes Paar“, beim Kabarett „Die Wühlmäuse“, neben Dieter Hallervorden in „Nonstop Nonsens“ oder bei den Karl-May-Festspielen in Bad Segeberg auf. Für Carrell fungierte er außerdem als Gag- und Sketchautor für dessen Fernsehauftritte.
Kurz nach dem Fall der Berliner Mauer kehrte das Paar in den Osten Deutschlands zurück. Beim ersten Auftritt in Dresden im Dezember 1989 stellte Cohrs fest, dass ihm sein Publikum nicht nur in Sachsen treu geblieben war. Er trat als Partner von Leni Statz, Wolfgang Roeder und Winfried Krause vorrangig in TV-Shows des MDR auf.
1997 erkrankte Cohrs an Darmkrebs. Im Mai 1998 starb sein damals 25-jähriger Sohn bei einem Tauchunfall in Thailand. Im gleichen Jahr erfuhr er, dass seine Frau Dagmar seit vielen Jahren einen Liebhaber hatte. Im Juli 1999 geriet Cohrs in die Schlagzeilen, als er mit einer Pistole mindestens sieben Schüsse auf seine Frau abfeuerte und sie schwer verwundete: durch einen Brustdurchschuss, einen Unterarmsteckschuss, einen Steckschuss in der Lunge und einen Leberdurchschuss. Sie befand sich daraufhin in Lebensgefahr, konnte aber gerettet werden. Cohrs gab an, vor der Tat eine Überdosis Morphium und andere Schmerzmittel zu sich genommen zu haben, sodass er sich beim Tathergang im Rauschzustand befunden habe. Für die Tatwaffe besaß er keinen Waffenschein, sie war ihm nach eigener Aussage geschenkt worden. Gegen ihn wurde ein Ermittlungsverfahren wegen versuchten Totschlags sowie ein weiteres wegen illegalen Waffenbesitzes eingeleitet. Im ersteren Verfahren ging die ermittelnde Staatsanwaltschaft von Cohrs’ Schuldunfähigkeit aus. Am 17. August 1999 starb Cohrs im Alter von 78 Jahren an den Folgen seiner Krebserkrankung in seinem Haus am Scharmützelsee.
In der Tageszeitung „Dresdner Neueste Nachrichten“ wurde er im Jahre 2000 zu einem der „100 Dresdner des 20. Jahrhunderts“ gewählt.
Fünf Jahre nach seinem Tod, 2004, wurden von der Behörde des Bundesbeauftragten für die Unterlagen des Staatssicherheitsdienstes mehrere Dokumente vorgelegt, nach denen Cohrs im Dritten Reich Angehöriger der Waffen-SS war und vom 6. August 1944 bis zum 16. Februar 1945 zur Wachmannschaft des KZ Sachsenhausen gehörte, wo er den Dienstrang eines SS-Rottenführers erreichte.

## Filmografie (Auswahl)
- 1966/2009: Hände hoch oder ich schieße[8]
- 1967: DEFA 70
- 1968: Hauptmann Florian von der Mühle
- 1969: Im Himmel ist doch Jahrmarkt
- 1976: Nelken in Aspik
- 1979: Kreuzberger Liebesnächte
- 1982: St. Pauli-Landungsbrücken (Fernsehserie, 1 Folge)
- 1983: Plem, Plem – Die Schule brennt
- 1983: Drei Damen vom Grill (Fernsehserie Staffel 4, Folge 3: Moabit antik)
- 1984: August der Starke
- 1985: Einmal Ku’damm und zurück
- 1987: Großstadtrevier (Staffel 3, Folge 6: Eine böse Überraschung)
- 1990: Ein Heim für Tiere (Fernsehserie, 1 Folge)

## Typische Zitate
- „Haste mal ’ne Mark, im Konsum gibt es Quark“
- „Haste mal ’ne Mark, ’ne zerlatschte?“
- „Gönnsesich ausweisen? – Ach, kann man das jetzt schon selber?“
- Sketchpartner: „… hat hinten ein Akzent de gü!“ – Cohrs: „? … Und das hat der hinten?“
- „(ans Publikum:) Braucht Ihr gar nicht so zu lachen, ihr wisst’s ja och nich!“
- „Uns’re Zigaretten? Schicken ’se nach de gabidalisdsche Länder? Na vielleicht wolln ’se denen eens auswischen!“
- „… gehst du zum Arzt und holst dir ein Rezept, der Arzt will ja ooch leben. Gehst du zum Apotheker und holst die Medizin, der Apotheker will ja ooch leben. Gehst du nach Hause und schmeißt die Medizin weg, du willst ja ooch leben.“

## Werke
- Tolle Sketche mit zündenden Pointen. Zum Nachspielen. Falken-Verlag, Niedernhausen 1983, ISBN 3-8068-0656-X (Falken-Bücherei 656).
- Sketche und Blackouts. Zum Nachspielen. Falken-Verlag, Niedernhausen 1988, ISBN 3-8068-0941-0 (Falken-Bücherei 941).
- Das Beste von Eberhard Cohrs. Der Kleene mit der großen Gusche. Eulenspiegel Verlag, Berlin 2010, ISBN 978-3-359-02277-0.